# Wz.29 (бронеавтомобиль)
Wz.29 (пол. Samochód pancerny wz. 29 — «бронеавтомобиль образца 1929 года») — польский бронеавтомобиль 1930-х годов. Первый бронеавтомобиль полностью польской разработки, wz.29 был создан конструктором Р. Гундлахом на шасси грузового автомобиля Ursus A в 1929 году. В 1931 году завод «Урсус», поставлявший шасси, и Центральные автомобильные мастерские Варшавы, поставлявшие бронекорпуса, собрали 13 бронеавтомобилей этого типа. Wz.29 оставались на вооружении Польши вплоть до начала Второй мировой войны. На 1 сентября 1939 года в войсках ещё оставалось 8 единиц, которые активно использовались в сентябрьских боях, в ходе которых все были потеряны или уничтожены экипажами, чтобы исключить захват противником.

Стоимость wz.29 Ursus — 36,000 zl(злотых) (без вооружения) (1930) (Обменный курс в 1930-е годы, вплоть до 1939 года: 1 $ (доллар США) = 5.31 zl, 1 GBP(Британский фунт стерлингов) = 24.84 zl, 1 FRF (французский Франк) = 0.1407 zl, 1 RM (немецкая Рейхсмарка) = 2.1254 zl)

Ниже фотография Samochód pancerny wz. 29 (бронеавтомобиля образца 1929 года), вооруженного пулеметом Гочкис wz.25

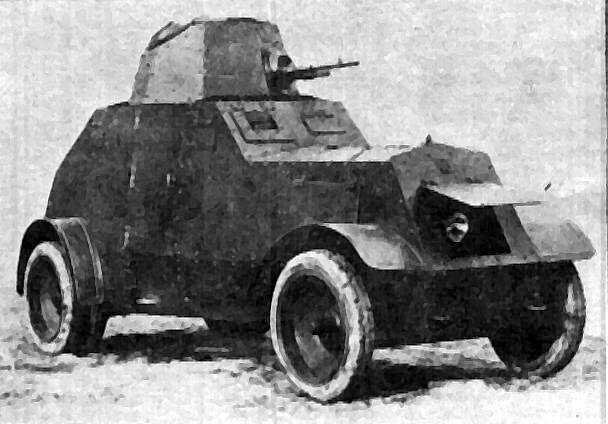